# Semidalis pulchellus
Semidalis pulchellus là một loài côn trùng trong họ Coniopterygidae thuộc bộ Neuroptera. Loài này được McLachlan miêu tả năm 1882.